# Sveriges sista cowboy
Sveriges sista cowboy är en pop-låt och en singel av den svenske artisten Olle Ljungström från 2002. Den släpptes i samband med Ljungströms sjätte soloalbum, Syntheziser (2002).

## Låtlista
Text: Olle Ljungström. Musik: Heinz Liljedahl.
1. "Sveriges sista cowboy" (4:09)